# Samtgemeinde Boldecker Land
La comunità amministrativa di Boldecker Land (Samtgemeinde Boldecker Land) si trova nel circondario di Gifhorn nella Bassa Sassonia, in Germania.

## Suddivisione
Comprende 6 comuni:
1. Barwedel
2. Bokensdorf
3. Jembke
4. Osloß
5. Tappenbeck
6. Weyhausen

Il capoluogo è Weyhausen.